# Moline (Illinois)
Pour les articles homonymes, voir Moline.
La ville de Moline (prononcé en anglais : /moʊˈliːn/) est située dans le comté de Rock Island, dans l'État de l'Illinois, aux États-Unis. Sa population s’élevait à 43 471 habitants lors du recensement de 2010, estimée à 42 250 habitants en 2016.
Moline est l’une des Quad Cities, avec les villes voisines de Rock Island, Davenport et Bettendorf. Le siège social de la société Deere & Company et l’aéroport international de Quad Cities sont situés dans Moline, comme le campus de Quad Cities, de l’université occidentale de l’Illinois. Moline est le centre névralgique des Quad Cities, à cause de la présence de Southpark Mall et de nombreux grands magasins. Au milieu des années 1990, un projet connu sous le nom John Deere Commons a mené à la revitalisation de la zone centrale des affaires de Moline.    
Le nom Moline vient du français moulin, une référence à la fonction que la ville a rempli à l'origine.
En raison de ses liens historiques à l’inventeur et industriel John Deere − revenu à Moline en 1848 pour produire sa charrue en acier − et à la compagnie qu’il a fondée, Moline est connue comme « la capitale mondiale des instruments agraires ». En raison de son emplacement près du fleuve Mississippi et des économies d’échelle pour les fermes géantes qui se sont rapidement développées autour de Deere & Company, Moline était un centre important pour l’industrie de la fin du XIXe siècle jusqu’aux années 1980.    
Moline est réputée pour les équipes de hockey et de football américain des Quad Cities, qu’elle héberge.

## Source
- (en) Cet article est partiellement ou en totalité issu de l’article de Wikipédia en anglais intitulé « Moline, Illinois » (voir la liste des auteurs).